# Xi Ophiuchi
Désignations
ξ Oph A : CNS5 4264

Xi Ophiuchi (en abrégé ξ Oph) est une étoile binaire de la constellation zodiacale d'Ophiuchus. Elle est visible à l'œil nu avec une magnitude apparente de 4,39. D'après la mesure de ses parallaxes annuelles par le satellite Gaia, les étoiles du système sont distantes de ∼ 57,1 a.l. (∼ 17,5 pc) de la Terre,. Elles s'en rapprochent à une vitesse radiale héliocentrique de −9 km/s.
Sa composante primaire, désignée Xi Ophiuchi A, est une étoile jaune-blanc de la séquence principale ordinaire de type spectral F2V. Elle est estimée être âgée de 916 millions d'années et être 1,3 fois plus massive que le Soleil. L'étoile tourne sur elle-même à une vitesse de rotation projetée de 20 km/s. Son rayon est 1,6 fois plus grand que le rayon solaire, elle est 4,4 fois plus lumineuse que le Soleil et sa température de surface est de 6 611 K.
Le compagnon en orbite, Xi Ophiuchi B, est une étoile de magnitude 8,90 qui était située à une distance angulaire de 4,1 secondes d'arc et à un angle de position de 26° de l'étoile primaire en 2016. C'est une naine orange de type spectral K3 présumé. Le système est une source d'émission de rayons X. Il existe une troisième composante recensée dans les catalogues d'étoiles doubles et multiples. Désignée Xi Ophiuchi C, il s'agit d'une étoile de magnitude 10,8 située à une distance angulaire de 10,8 secondes d'arc en 2004. Ce compagnon est purement optique.
Selon Richard H. Allen's dans son ouvrage Star Names: Their Lore and Meaning (1899), ξ Ophiuchi formait dans la culture Sogdiane la figure de Wajrik avec θ Oph, c'est-à-dire « le Magicien ». Les Khwarazmiens désignaient quant à eux ces étoiles sous le nom de Markhashik, soit « mordues par le Serpent ». Les Coptes ont repris ces traditions, en incluant en plus η Oph, pour former les figures de Tshiō, « le Serpent », ainsi que Aggia, « le Magicien ». Le nom d'Aggia apparaît dans une liste de noms d'étoiles éditée par la NASA en 1971 ainsi que dans une liste de cibles de l'Habitable Worlds Observatory publiée en 2023.